# Gmina Mošćenička Draga
Gmina Mošćenička Draga (chorw. Općina Mošćenička Draga) – gmina w Chorwacji, w żupanii primorsko-gorskiej. W 2011 roku liczyła  1535 mieszkańców.